# Франковци (Хрватска)
Франковци су били следбеници политичке идеологије која заснива ставове и линије око мисли Јосипа Франка, Хрвата јеврејског порекла и хрватског националистичког вође с краја 19. века који се одвојио од Странке права да би створио сопствени покрет.

## Историја
Почетком 1890-их, фракцију Странке права предводио је Јосип Франк. Године 1895, поделили су се и основали Чисту странку права, која је постала позната под називом „Франковци“. Франков програм је, између осталог, предлагао чврсту сарадњу са Бечким двором, како би се бранили хрватски национални интереси у оквиру Хабзбуршке монархије, насупрот мађарским. Франкисти су идентификовали Србе као непријатеље хрватске нације, промовишући идеолошку кампању међу Хрватима против Краљевине Србије и југословенства, осуђујући сваку сарадњу и осећај јединства између хрватских и српских странака у то време. У основи, франкисти поричу да Срби, као народ, могу постојати ван Србије. Франкисти су се жестоко сукобили са Хрватско-српском коалицијом, која је у периоду између 1906. и 1918. године била већинска снага у Хрватско-славонском сабору. Утицај франкиста је порастао након атентата на надвојводу Франца Фердинанда и избијања Првог светског рата, јер су говорили против Србије у парламенту и почели да организују антисрпске протесте у хрватским градовима.
Након оснивања Краљевине Срба, Хрвата и Словенаца, обновљена Странка права протестовала је против уједињења као нелегитимног и инсистирала на независности хрватске државе. За разлику од старе Странке права која је била члан Коалиције и играла је важну улогу у стварању Краљевине, ови нови десничари почели су да усвајају франкистичку идеологију и мисао. Та странка је престала да функционише након успостављања Шестојануарске диктатуре и њена активност касније није обновљена.
Анте Павелић, водећи франкиста, основао је ултранационалистички усташки покрет 1929. године, а усташе су полагале право на франкистичко наслеђе.
Временом се термин „франковци“ почео користити као синоним за све радикалне хрватске националисте, укључујући чланове и присталице усташког покрета. Ове странке идентификоване као франковци поклапале су се у тежњи ка независној Хрватској и у непријатељству према Србима, за разлику од умерених националиста који углавном прихватају концепте Хрватске сељачке странке, спремне на компромис и постизање мирних споразума, како са Србима на територији Хрватске, тако и са српском државом.